# Palaiargia ceyx
Palaiargia ceyx är en trollsländeart. Palaiargia ceyx ingår i släktet Palaiargia och familjen dammflicksländor.

## Underarter
Arten delas in i följande underarter:
- P. c. ceyx
- P. c. flammula